# Домброва (Жарський повіт)
Домброва (пол. Dąbrowa, нім. Dombrowe, 1936-1945: Eichenhain) — село в Польщі, у гміні Любсько Жарського повіту Любуського воєводства.
Населення — 163 особи (2011).
У 1975-1998 роках село належало до Зеленогурського воєводства.

## Демографія
Демографічна структура станом на 31 березня 2011 року:
|          | Загалом | Допрацездатний вік | Працездатний вік | Постпрацездатний вік |
| -------- | ------- | ------------------ | ---------------- | -------------------- |
| Чоловіки | 78      | 17                 | 51               | 10                   |
| Жінки    | 85      | 22                 | 47               | 16                   |
| Разом    | 163     | 39                 | 98               | 26                   |